# Konrad Gisbert Wilhelm von Romberg
Konrad Gisbert Wilhelm Freiherr von Romberg (31. marts 1866 i Baden-Baden – 8. december 1939 på slottet Möhnersdorf, Landkreis Jauer, Schlesien (i dag Jaskulin, Polen)) var en tysk diplomat.

## Karriere
Freiherr von Romberg indtrådte 1889 i den tyske udenrigstjeneste, og var 1905-1907 konsul i Bulgarien og 1907-1910 gesandt sammesteds. 1912-1919 var han gesandt i Bern. Efterfølgende blev han leder af det tyske udenrigsministeriums afdeling for Østeuropa. I 1931 gik han på pension.

## Privatliv
Romberg giftede sig den 22. januar 1908 med Gabriele Berta Agnes von Diergardt (1878–1924). Parret fik tre børn:
- Imma Agnes Therese Margarethe Freiin von Romberg (1909–1941)
- adoptivsønnen Gisbert Leonhard Friedrich Daniel von Klitzing Freiherr von Romberg (1911–1941)
- adoptivdatteren Vera Maria Bertha von Klitzing Freiin von Romberg (1913–1944).

I 1923 arvede Romberg herregårdene Gammelgaard og Rumohrsgaard på Als efter sin far. Den danske stat købte gårdene i 1925.

## Værker
- Die Fälschungen des russischen Orangebuches: Der wahre Telegrammwechsel Paris-Petersburg bei Kriegsausbruch. Berlin: de Gruyter, 1922.
- The Falsifications of the Russian Orange Book. Actual Exchange of Telegrams between Paris and St. Petersburg at the Outbreak of the War. London: Allen & Unwin, 1923.